# Perzej s Meduzinom glavom
Perzej s Meduzinom glavom je remek-djelo kiparstva manirizma i najslavnije djelo kipara Benvenuta Cellinija koje je izradio od 1545. – 1554. godine. 
Bročana skulptura stoji na četvrtastoj bazi na trijemu Loggie dei Lanzi na trgu Piazza della Signoria (Gospodski trg) u Firenci. Na njoj se nalazi raskošni mramorni pijedestal s četiri brončana mitska lika u nišama (Hermes, Jupiter, Danaja i Minerva), ispod kojega je veliki brončani reljef koji prikazuje priču o Perzeju i Andromedi. Firentinski vojvoda Cosimo I. Medici naručio je djelo s određenom političkom povezanošću s ostalim kiparskim djelima na trgu kao što su Michelangelov David i Donatellova Judita i Holoferno. Svaka skulptura na trgu se može smatrati politički ili umjetnički povezana jedna s drugima i s Medicima. Tako je Perzej bio jedan od Olimpskih bogova koji „štite” Medicije. Cellini se natjecao protiv monumentalnih djela i htio je ostaviti trag za sebe i svog zaštitnika Cosima I.
Inspiraciju za ovaj rad Cellini je pronašao u mitološkoj priči u kojoj Perzej obezglavljuje Meduzu, strašnu Gorgonu s licem čija je kosa pretvorena u zmije. Svatko tko bi je pogledao pretvorio bi se u kamen. Perzej je prikazan gol, osim Hermesovih sandala s krilima, kako trijumfalno stoji na tijelu Meduze, držeći joj glavu u podignutoj ruci. Krv curi s Meduzinog izrezanog vrata. Brončana skulptura, u kojoj Meduzina glava ljude pretvara u kamen, prikladno je okružena trima ogromnim mramornim kipovima ljudi: Herkula, Davida, a kasnije postavljenog i Neptuna.
Proučavajući skulpturu s leđa, može se vidjeti i autoportret kipara Cellinija na stražnjoj strani Perzejeve kacige.
U vrijeme kada je skulptura nastala, bronca se gotovo pola stoljeća nije koristila za monumentalna umjetnička djela. Cellini je svjesno odlučio raditi s broncom jer je dodavanjem rastopljenog metala drukčije teksture oživio skulpturu krvlju koja daje život. Michael Cole posebno skreće pozornost na proces odlijevanja Perzeja. Citirajući Cellinijev „Moj život”, Cole primjećuje kako su Cellinijevi pomoćnici pustili metalni ugrušak i da Cellini nije bio prisutan, djelo bi bilo uništeno.
- Brončani reljef u podnožju kipa s prikazom priče o Perzeju i Andromedi.
- Skulptura u Loggia 1907. god.
- Cellinijev autoportret na stražnjoj strani Perzejeve kacige.
- Umjetnik se potpisao na lenti preko Perzejevih grudi.
- Jupiter u niši pijedestala.

## Vanjske poveznice
|  | Zajednički poslužitelj ima još gradiva o temi Perzej s Meduzinom glavom |